# Raketbal

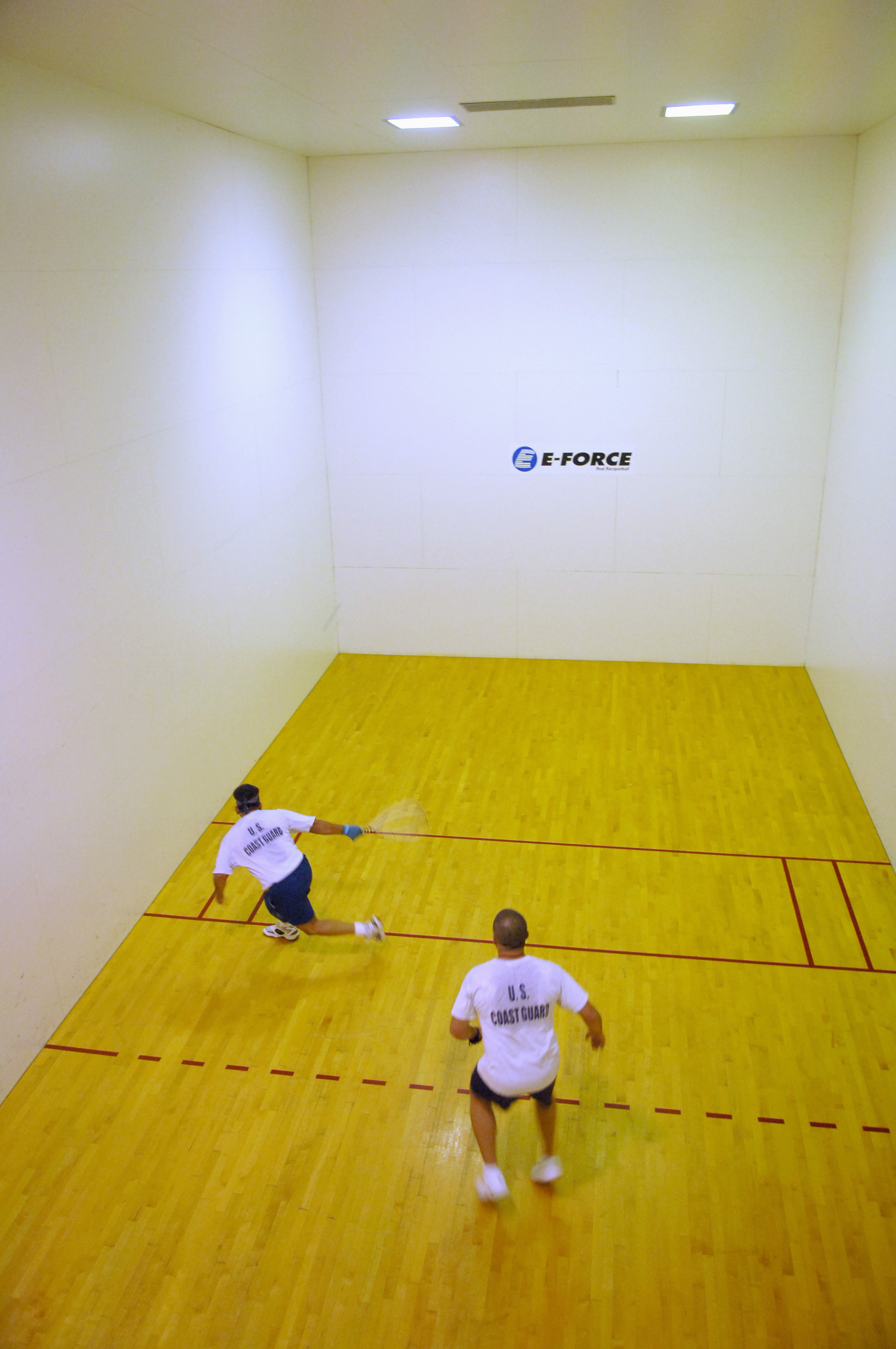
Raketbalový kurt

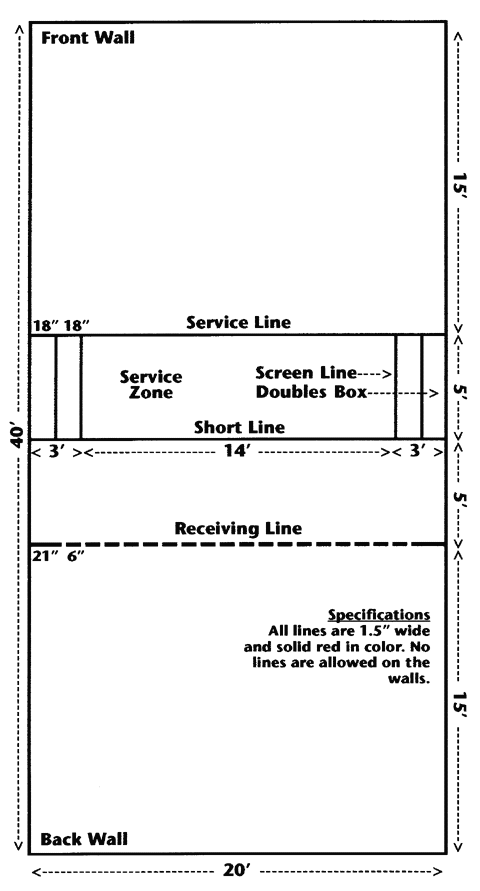
Rozměry kurtu na raketbal

Raketbal (anglicky Racquetball) je neolympijský sport, uznaný Mezinárodním olympijským výborem, původem z USA. Patří mezi míčové sporty a hraje se v místnosti s raketou a míčkem obdobně jako squash.

## Organizace

### Svět
Mezinárodní raketbalová federace (IRF, anglicky International Racquetball Federation) je členem mezinárodních sportovních asociací SportAccord, MOV, ARISF a IWGA. Sídlí v Colorado Springs v USA, prezident je Osvaldo Maggi  Argentina.

### Evropa
Evropská raketbalová federace (ERF, anglicky European Racquetball Federation) byla založena v roce 1985, sídlo má v Zoetermeeru  Nizozemsko, prezident je Mike Mesecke  Německo. Členskými zeměmi jsou Belgie, Francie, Irsko, Itálie, Katalánsko, Německo, Nizozemí, Polsko, Skotsko, Švédsko, Švýcarsko a Turecko.